# Cryptogonodesmus clavidives
Cryptogonodesmus clavidives är en mångfotingart som beskrevs av Filippo Silvestri 1898. Cryptogonodesmus clavidives ingår i släktet Cryptogonodesmus och familjen Fuhrmannodesmidae. Inga underarter finns listade i Catalogue of Life.